# Langue des signes de Bura
La langue des signes de Bura, est la langue des signes utilisée par les personnes sourdes et leurs proches du village de Kukurpu, à 40 km au sud-est de Biu au Nigeria.
Il y a dans forte proportion de surdité congénitale dans les alentours du village et une communauté de personnes pratiquant cette langue des signes existe. Cette langue des signes est très probablement un isolat car aucune des personnes l'utilisant n'a été à l'école et le village se trouve dans une zone éloignée.

### Source bibliographique
- (en) Roger Blench et Andy Warren, « An unreported African sign language for the deaf among the Bura in Northeast Nigeria », OGMIOS Newsletter, vol. 2.10, no 22,‎ 30 novembre 2003, p. 14 (ISSN 1471-0382, lire en ligne).